# Nagykereki vasútállomás
Nagykereki vasútállomás Hajdú-Bihar vármegyei vasútállomás, Nagykereki településen, a MÁV üzemeltetésében. A község északkeleti szélén helyezkedik el, közúti elérését a 4808-as útból kiágazó 48 315-ös számú mellékút teszi lehetővé.
Az Alföldi Kéktúra egyik pecsételő pontja.

## Vasútvonalak
Az állomást az alábbi vasútvonalak érintik:
- Debrecen–Nagykereki-vasútvonal

## Kapcsolódó állomások
A vasútállomáshoz az alábbi állomások vannak a legközelebb:
- Kismarja megállóhely (Debrecen–Nagykereki-vasútvonal)

## Forgalom
| Járat | Útvonal | Gyakoriság   |
| ----- | --- | ------------ |
| S506  | Debrecen – Sáránd – Derecske – Derecske-Vásártér – Konyár – Konyári Sóstófürdő – Pocsaj-Esztár – Kismarja – Nagykereki | 1-3 óránként |